# Syzygium phillyreifolium
Eugenia involucrata là một loài thực vật có hoa trong Họ Đào kim nương. Loài này được (Baker) Labat & Schatz mô tả khoa học đầu tiên năm 2002.

## Hình ảnh

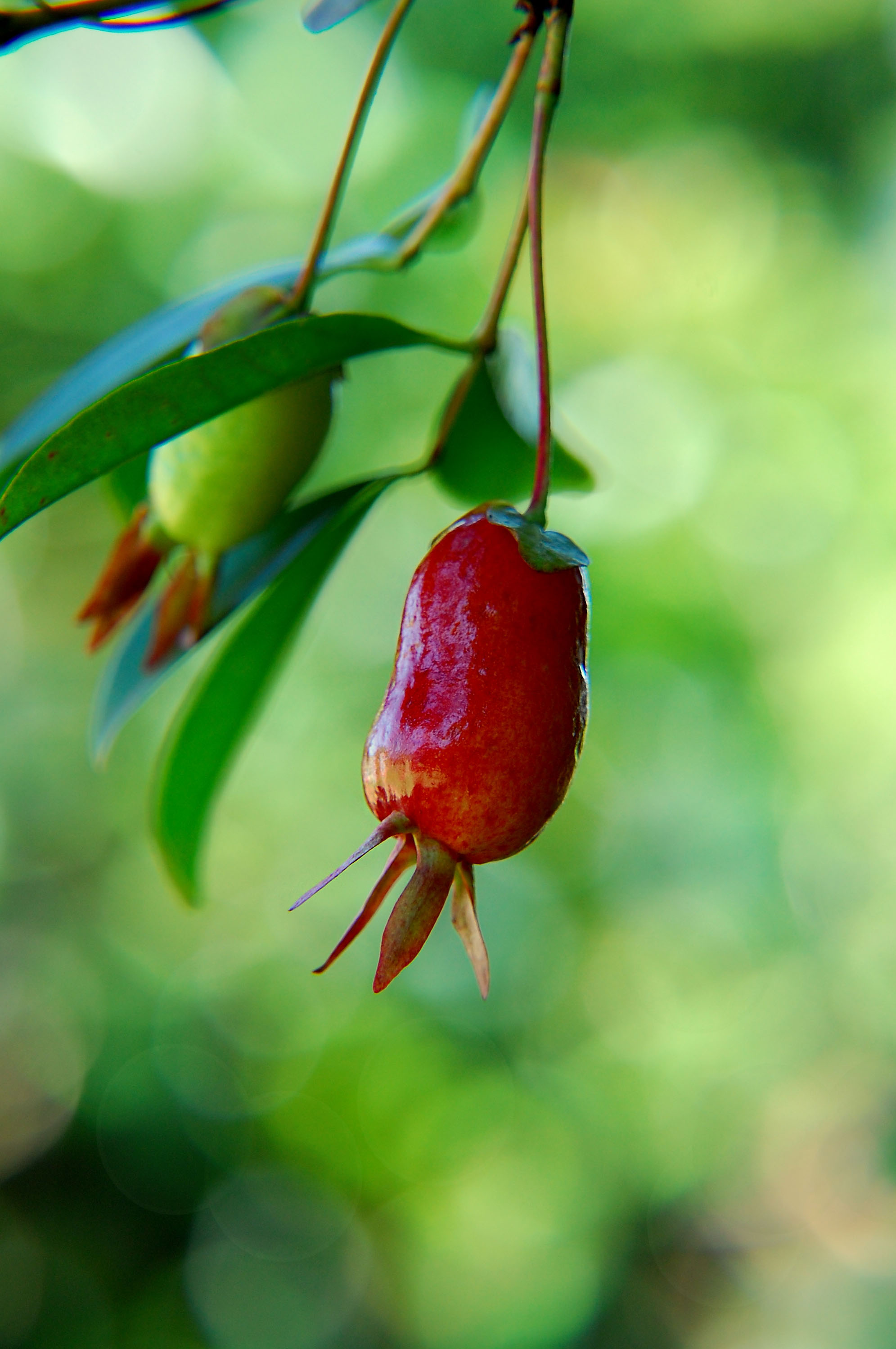
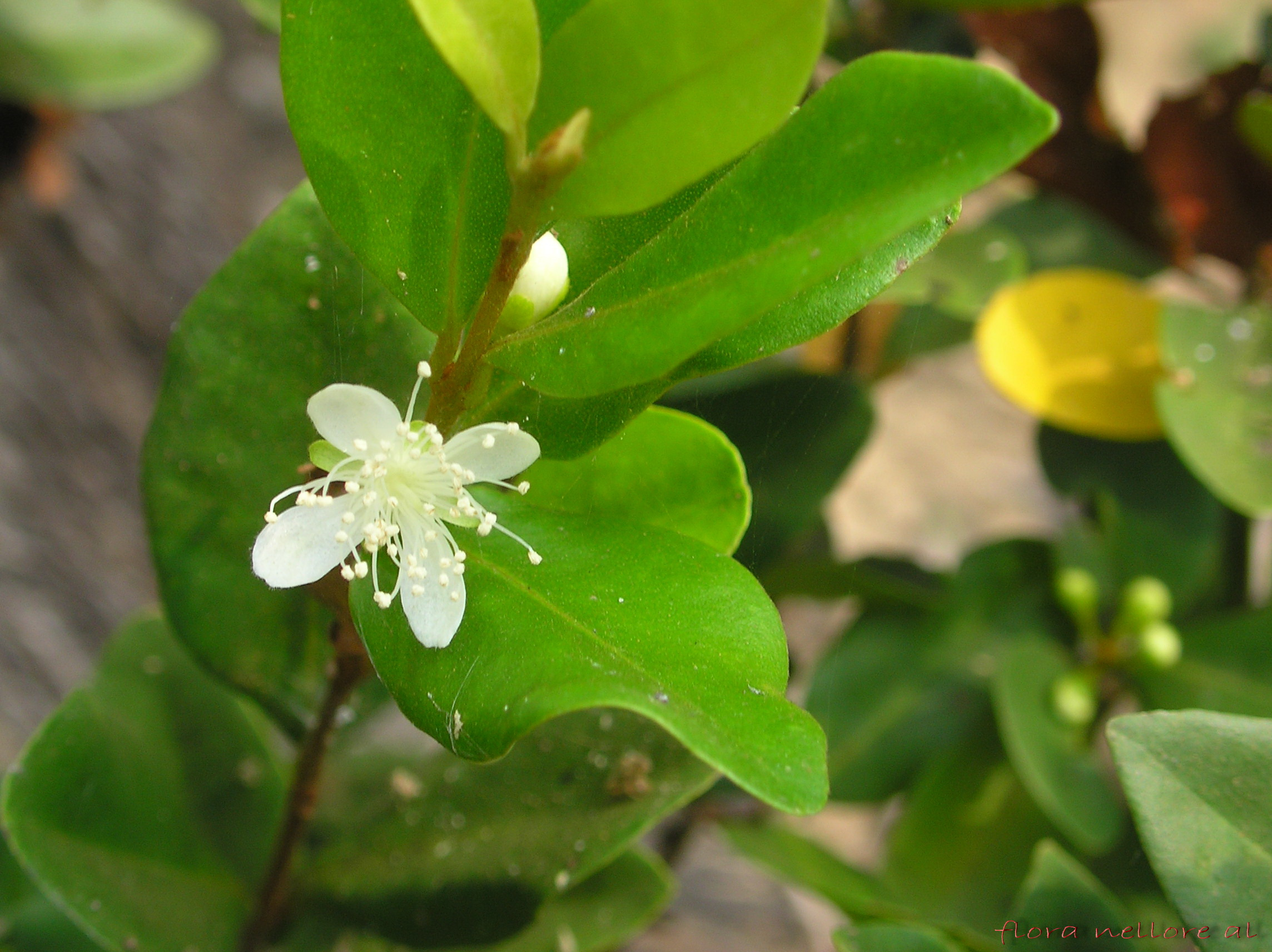
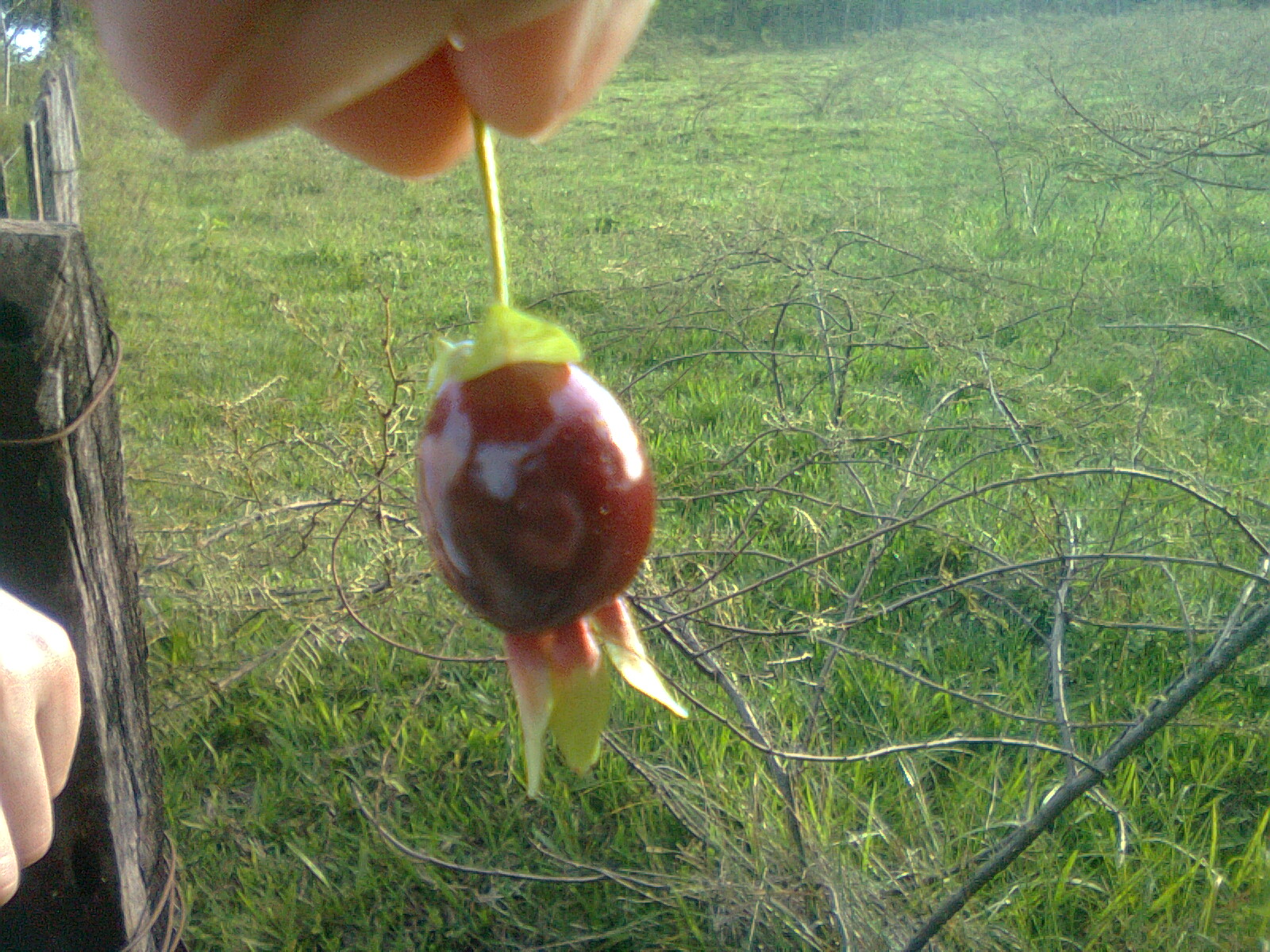